# Hermann von Schildesche
Hermann von Schildesche, OESA (auch Hermannus de Schildis, Schildicz und ähnliches, H. de Westfalia; * 8. September c. 1290 in Schildesche bei Bielefeld; † 8. Juli 1357 in Würzburg) war ein Augustiner-Eremit und theologischer Schriftsteller.

## Leben
Hermann von Schildesche wurde als Sohn der Gertrud und des Johannes geboren. Er schloss sich in Herford dem Augustinereremitenorden an, wo er auch sein Noviziat absolvierte.
Nach einer längeren Tätigkeit als Lektor in den Augustinerklöstern Magdeburg (um 1320), Erfurt (1324–26) und Herford (1328/29) erwarb Hermann im Jahr 1334 in Paris den Magistergrad in Theologie. Gegen Ende seines Studiums wurde er zum Priester geweiht. Von 1337 bis 1339 war er der Provinzial der thüringisch-sächsischen Augustinerprovinz. 1338 gehörte er zu einer dreiköpfigen Gesandtschaft, die von den deutschen Bischöfen nach Avignon geschickt wurde, um eine Versöhnung zwischen Papst Benedikt XII. und Ludwig dem Bayern herbeizuführen, jedoch dabei keinen Erfolg hatte. Zuvor hatte er mit seinem Tractatus contra haereticos negantes immunitatem et iurisdictionem sanctae ecclesiae die Lehre von Kirche und Primat gegen die Thesen des Defensor pacis von Marsilius von Padua verteidigt. Ab 1340 bis zu seinem Tod wirkte er in Würzburg als Professor der Theologie und gleichzeitig als Generalvikar und Großpönitentiar des Bistums. Er verstarb im „Ruf der Heiligkeit“ (fama sanctitatis).

## Werke (Auswahl)
Von den 33 Werken, die Hermann verfasste, sind nur 17 im Wortlaut erhalten.
(Quelle:)
- Tractatus contra haereticos negantes immunitatem et iurisdictionem sanctae ecclesiae, zw. 1328/32 (gallica.bnf.fr);
- Introductorium iuris, zw. 1328/34 (Vorbild aller Rechtswörterbücher des Spätmittelalters);
- Speculum manuale sacerdotum, zw. 1334/45 (eine weitverbreitete Pastoralschrift);
- Tractatus contra pauperes de Lugduno, 1342/43 (früheste Spezialstudie über das Messstipendium);
- Postilla super Cantica, zw. 1342/49;
- Compendium de quatuor sensibus Sacrae Scripturae, zw. 1345/50;
- Claustrum animae, 1347/49 (umfangreiches aszetisch-mystisches Handbuch);
- Tractatus de conceptione gloriosae virginis Mariae, um 1350 (die älteste in Deutschland verfasste Schrift über die Immakulata).